# Râul Sirimpău
Râul Sirimpău este un curs de apă, afluent al râului Botfei. 

## Hărți
- Harta interactivă județul Arad
- Harta munții Apuseni